# Cerastium fontanum
Cerastium fontanum là loài thực vật có hoa thuộc họ Cẩm chướng. Loài này được Baumg. mô tả khoa học đầu tiên năm 1816.